# Ilyomyces dianoi
Ilyomyces dianoi är en svampart som beskrevs av A. Weir 1995. Ilyomyces dianoi ingår i släktet Ilyomyces och familjen Laboulbeniaceae.   Inga underarter finns listade i Catalogue of Life.